# Леэзи
Ле́эзи (эст. Leesi), ранее также Ле́ези и Ле́зи — прибрежная деревня на севере Эстонии в волости Куусалу уезда Харьюмаа. 

## География и описание
Расположена на территории национального парка Лахемаа, на берегу Финского залива, на западном побережье полуострова Юминда. Расстояние от Таллина по шоссе — около 64 км. Высота над уровнем моря — 29 метров. В южной части деревни находится морской пляж.
Климат умеренный. Официальный язык — эстонский. Почтовый индекс — 74704.

## Население
По данным переписи населения 2021 года, в Леэзи проживали 19 человек, из них 18 (94,7 %) — эстонцы.
Численность населения деревни Леэзи по данным переписей населения:
| Год  | 1959 | 1970 | 1979 | 1989 | 2000 | 2011 | 2021 |
| ---- | ---- | ---- | ---- | ---- | ---- | ---- | ---- |
| Чел. | 103  | ↘ 56 | ↘ 43 | ↘ 35 | ↗ 38 | ↘ 29 | ↘ 19 |

## История
Первое упоминание о деревне датируется 1517 годом: в деревне Leisy 2 семьи, 1 бобыль и 3 брошенных хутора. В 1566 году уже 7 семей. Голосованием от 1867 года с перевесом в один голос новую церковь было решено строить не в Юминда, а в Леэзи. В деревне находится построенная из камня в 1865—1867 годах Екатерининская церковь (памятник архитектуры), башня которой получила колокол от часовни в Юминда, а орга́н — из рук органных дел мастера Густава Теркманна (Gustav Terkmann).
В 1977–1997 годах частью Леэзи была деревня Таммисту.

## Галерея

Деревня Леэзи
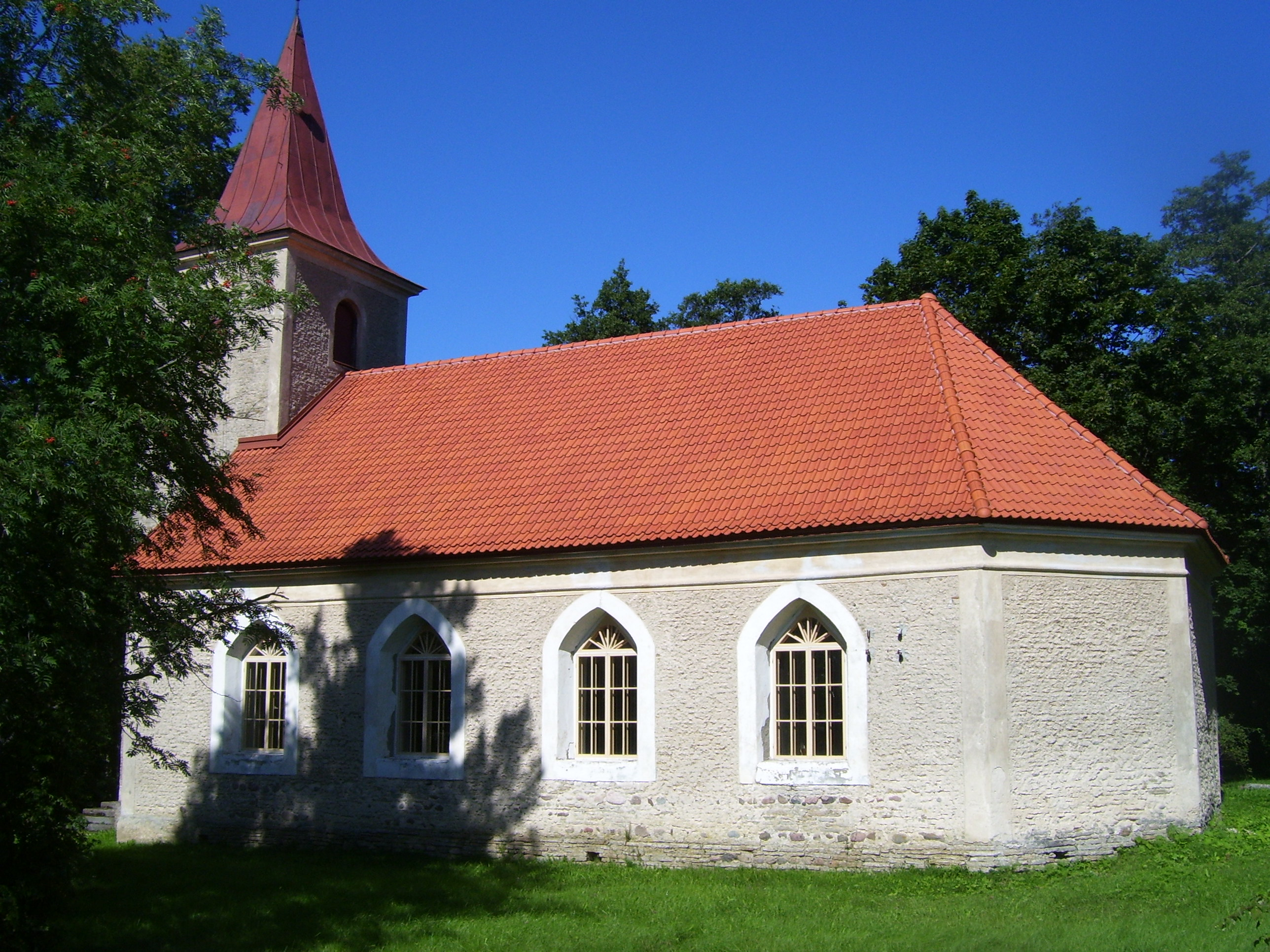
Церковь Св. Екатерины
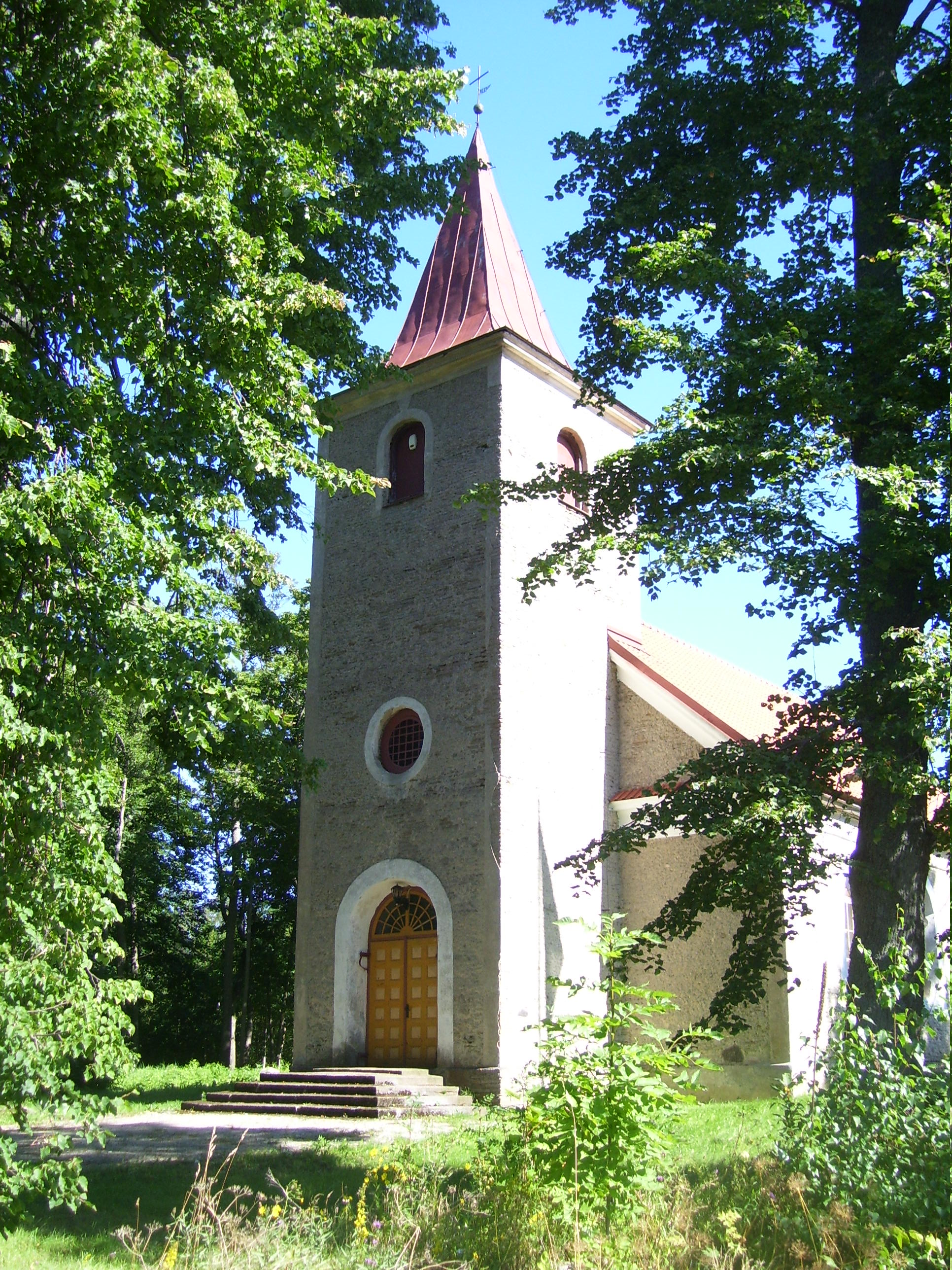
Вход в церковь
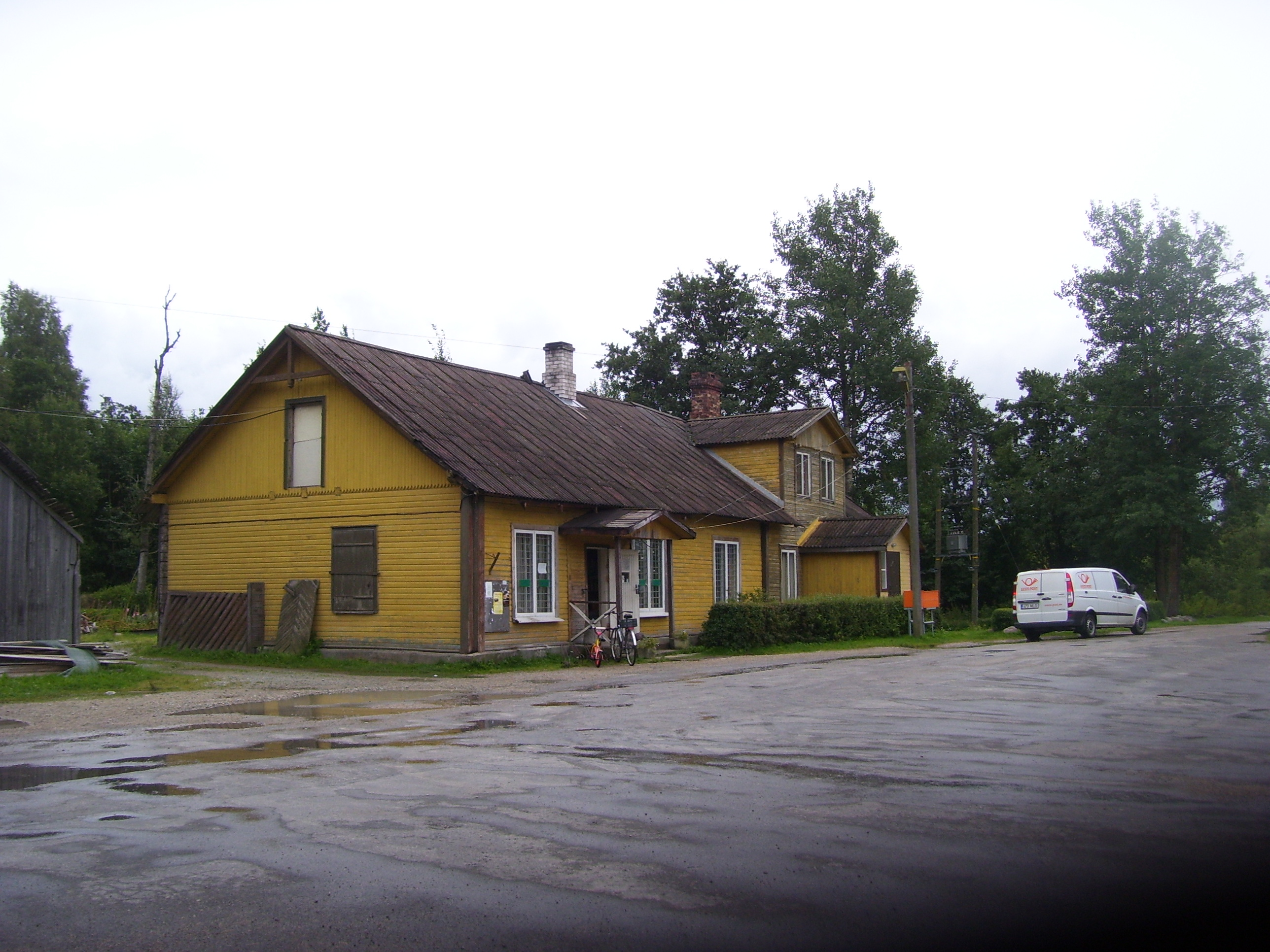
Магазин
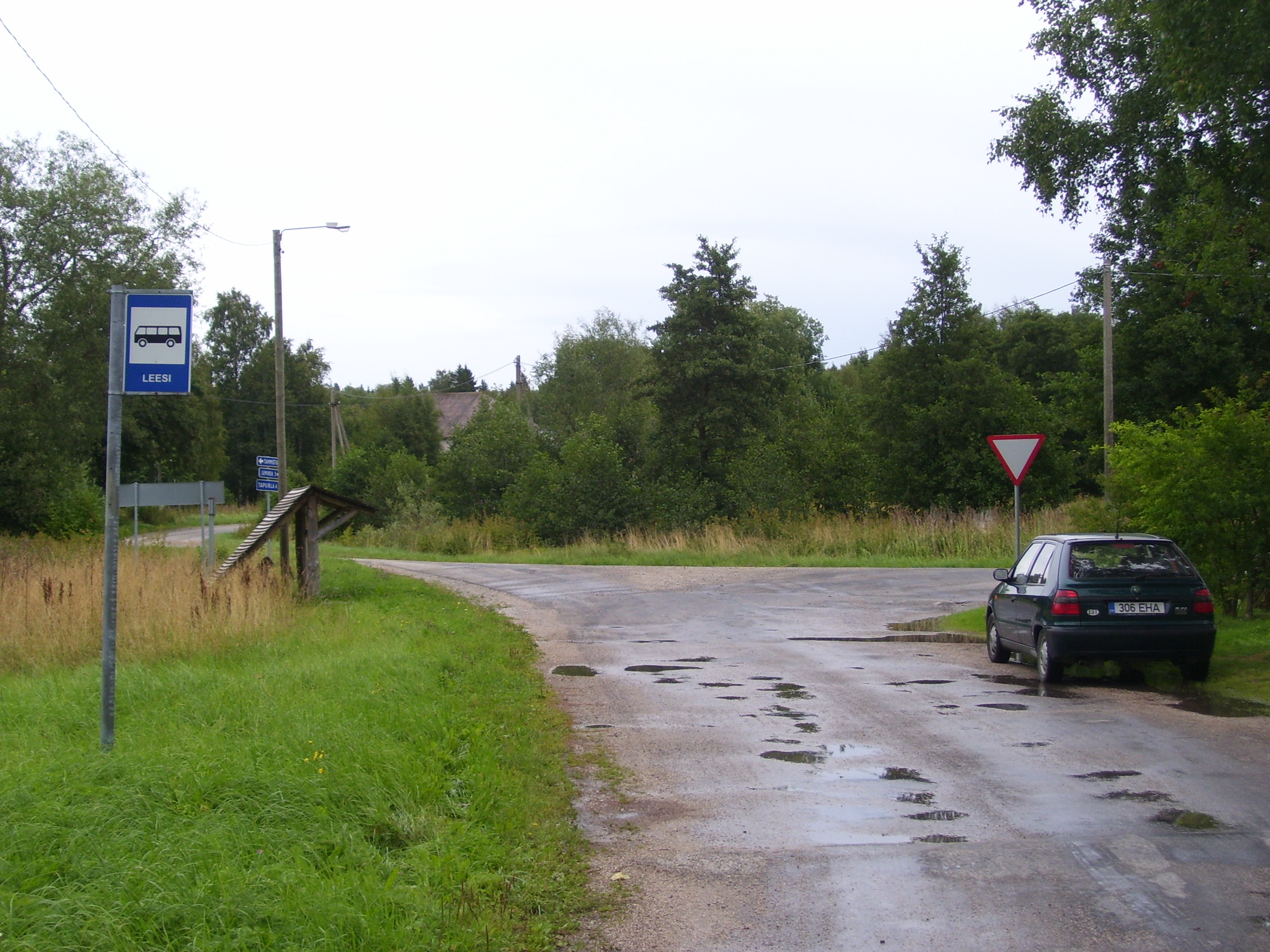
Автобусная остановка
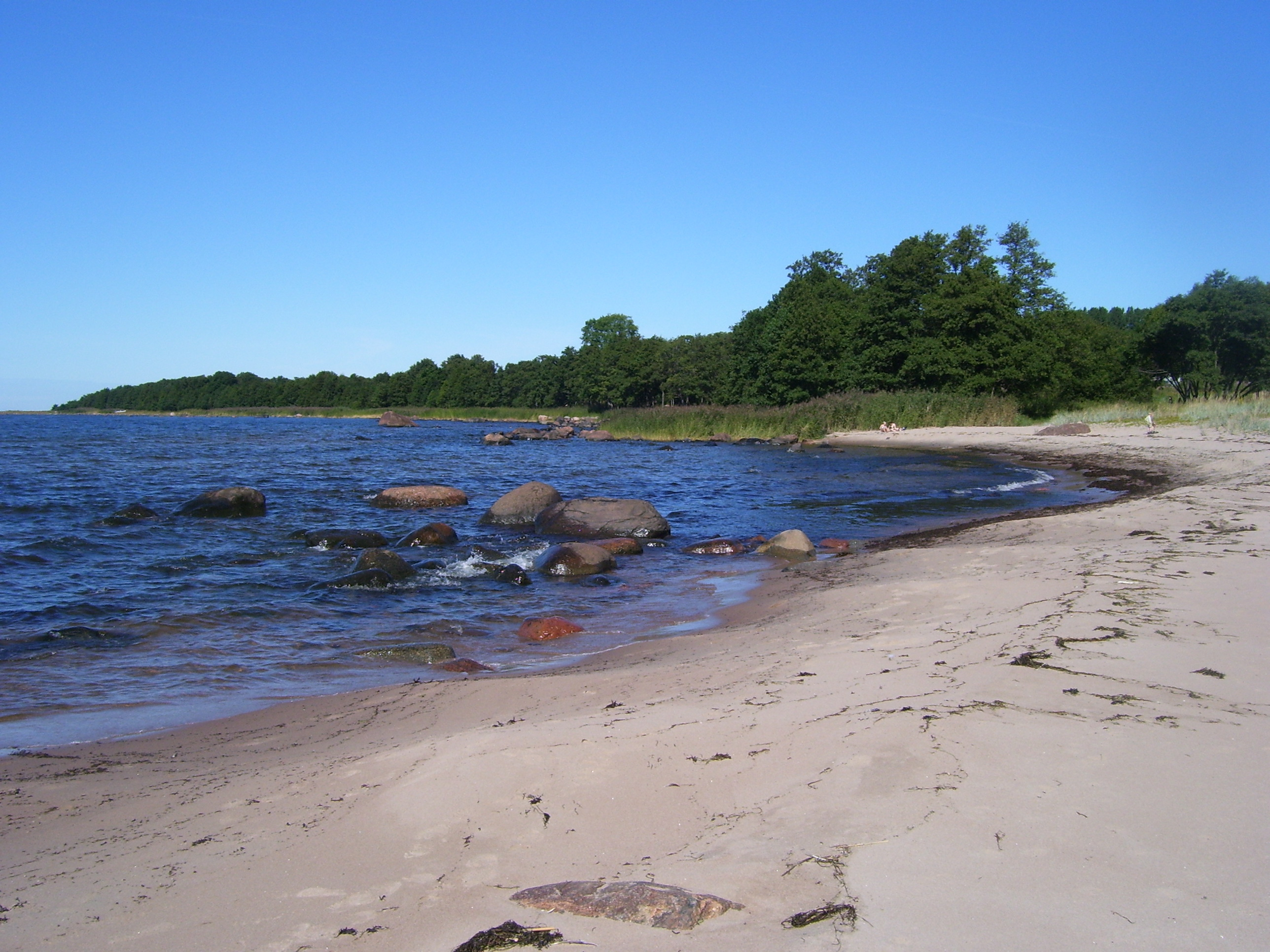
Пляж
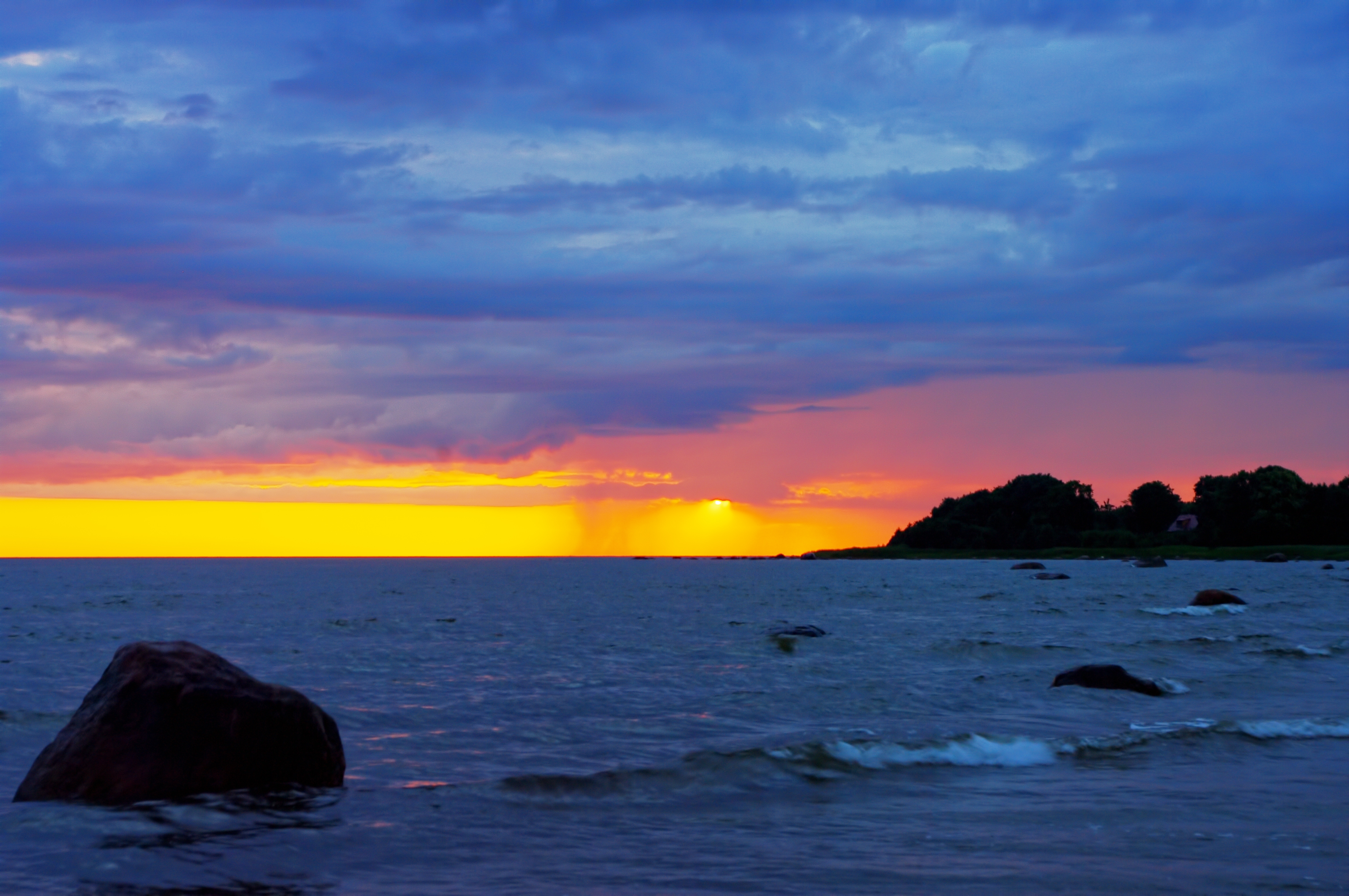
Закат солнца на пляже
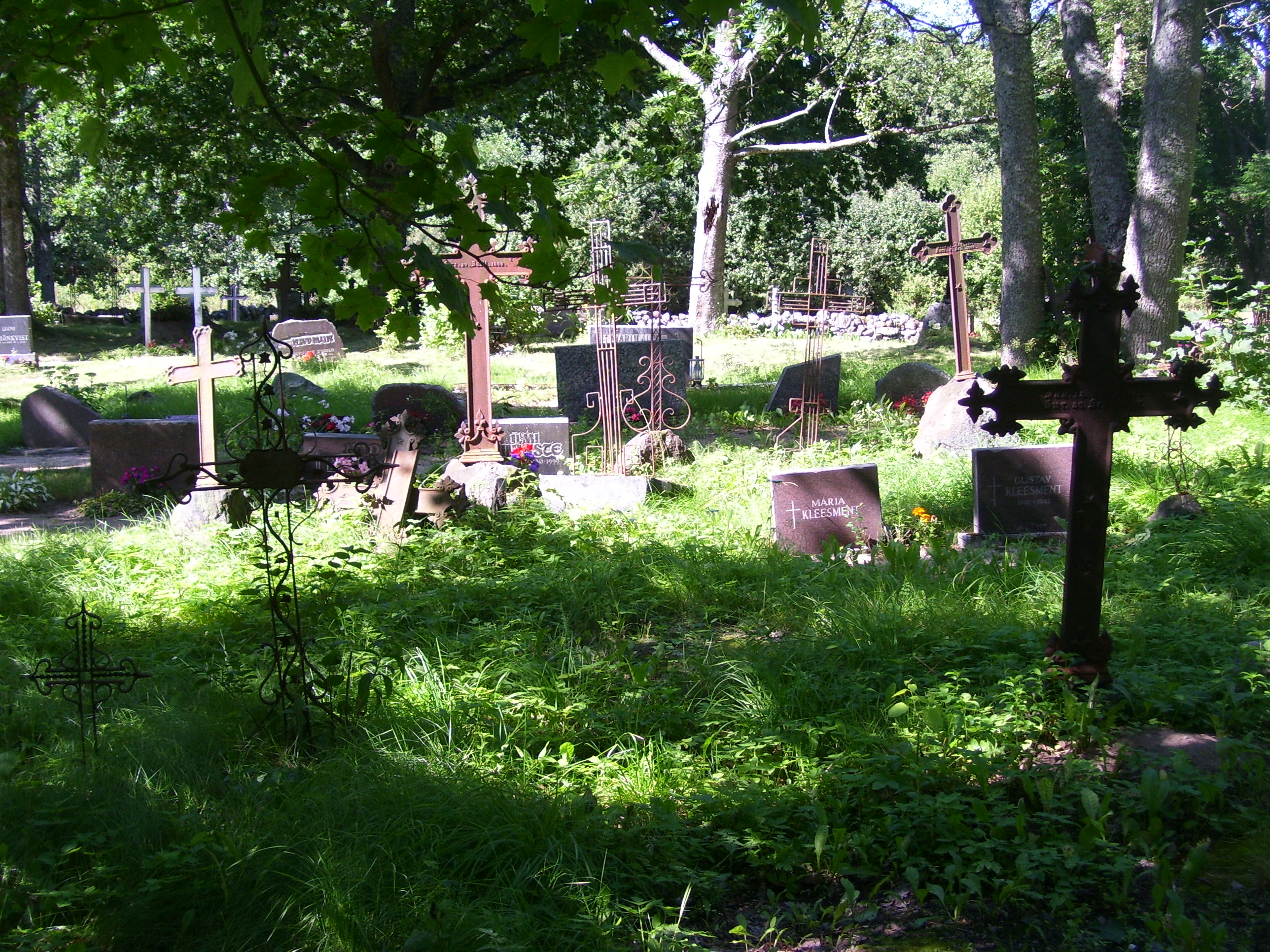
Кладбище
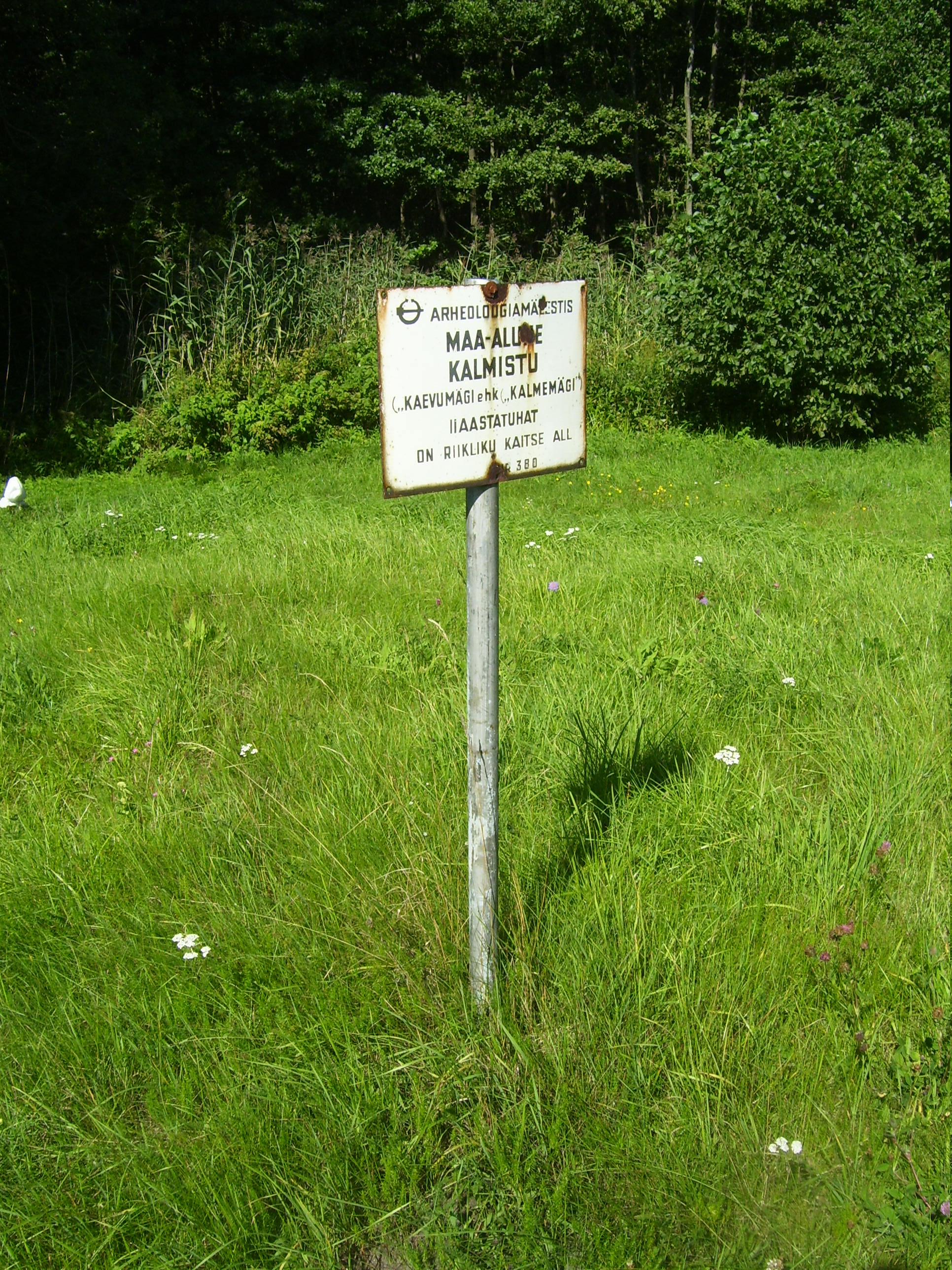
Подземное кладбище Каэвумяги